# Dibamus bourreti
Dibamus bourreti là một loài thằn lằn trong họ Dibamidae. Loài này được Angel mô tả khoa học đầu tiên năm 1935.